# ناو هواپیمابر لیائونینگ
ناو هواپیمابر لیائونینگ (به انگلیسی: Chinese aircraft carrier Liaoning) در سال ۱۹۹۸ چین، ناوهواپیمابر Varyag-Kuznetsov که از زمان فروپاشی شوروی در اوکراین باقی مانده بود را به بهانه تبدیل به یک هتل دریایی به مبلغ ۲۰میلیون دلار خریداری نمود.
این کشتی با سختی‌های بسیار و مذاکرات فراوان با ترکیه از دریای سیاه و سپس به دلیل مخالفت مصر بدون استفاده از کانال سوئز با دور زدن قاره آفریقا و دماغه امیدنیک و طی مسافتی بیش از ۲۲ هزار کیلومتر در نهایت در سال ۲۰۰۲ به بندر دالیان چین رسید.
تا سال ۲۰۱۱ میلادی عملیات‌های نصب تجهیزات مختلف مثل رادارها، سیستمهای دفاعی و آماده کردن شناور برای عملیات‌های پروازی به طول انجامید. چینی‌ها به صورت رسمی و برای اولین بار در سال ۲۰۱۱ میلادی به وجود این کشتی به صورت عملیاتی اشاره و البته آن را صرفاً شناوری برای امور آزمایشی و تحقیقاتی معرفی کردند و در سال ۲۰۱۲ میلادی به اسم لیائولینگ نامگذاری شد و به صورت رسمی در اختیار نیروی دریایی چین قرار گرفت.
۲۶ فروند جنگنده J15 که بر اساس خانواده Flanker-X2 توسعه پیدا کرده، در نقش پرنده اصلی و ۱۴فروند هلیکوپتر Z-18 بر روی این ناو قرار می‌گیرد.
در بحث مشخصات کلی باید گفت که شناور Liaoning وزنی در حدود ۵۸ هزار تن و طولی در حدود ۳۰۵ متر دارد و از سیستم پیشران غیر اتمی و از توربین‌های بخار برای تأمین نیرو بهره می‌برد.

## نگارخانه

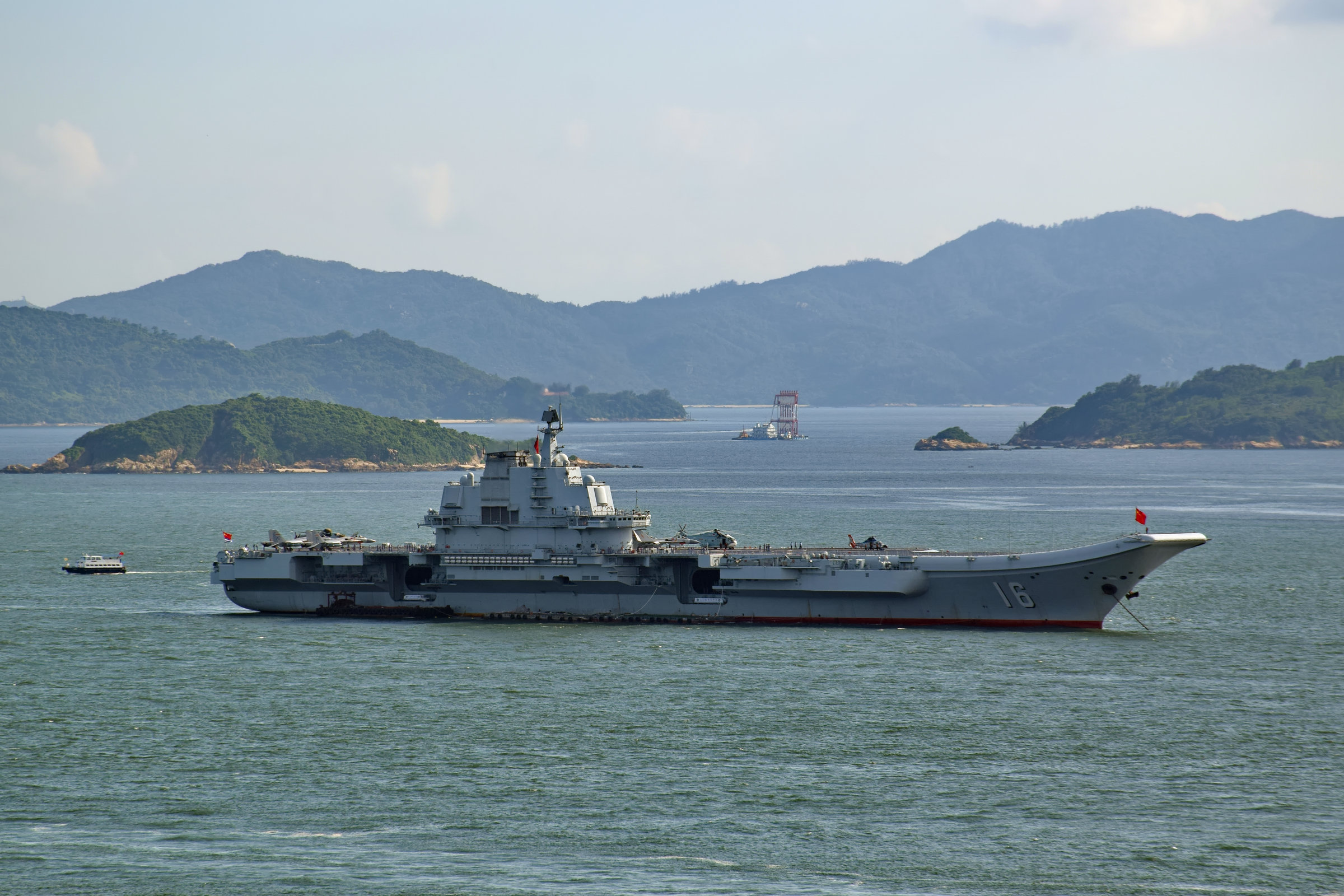
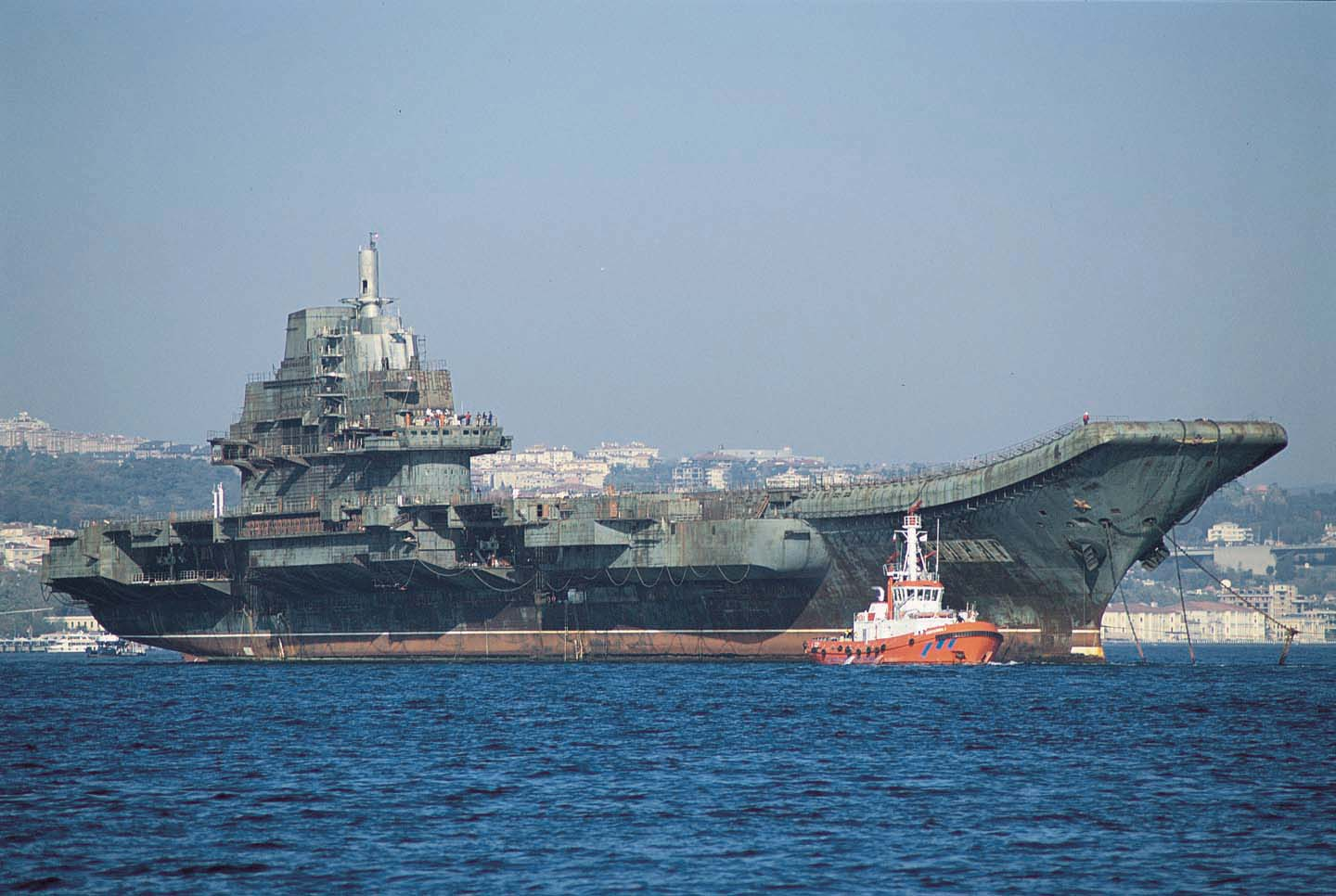
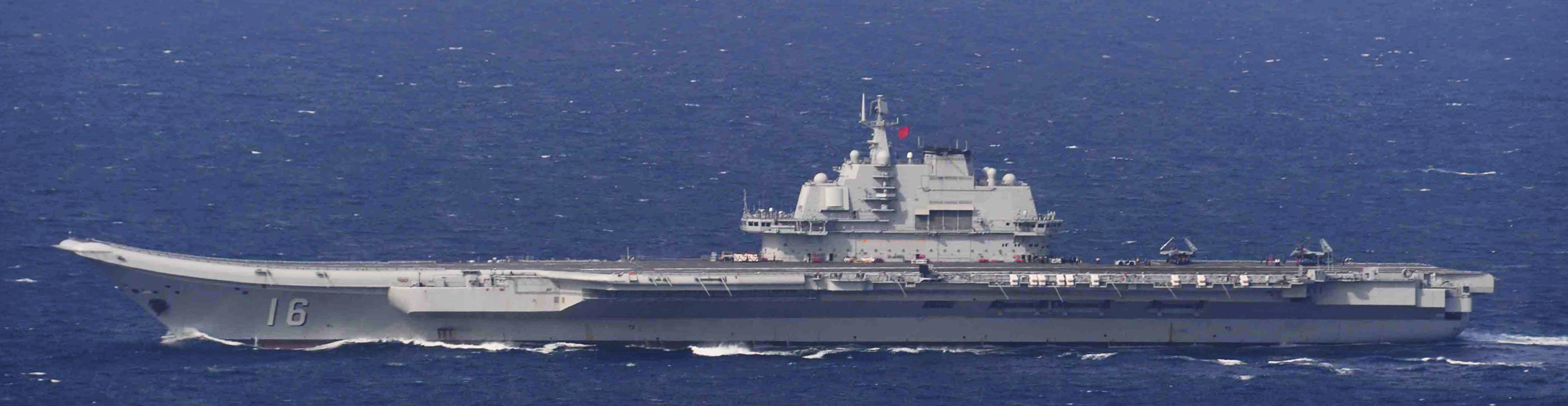
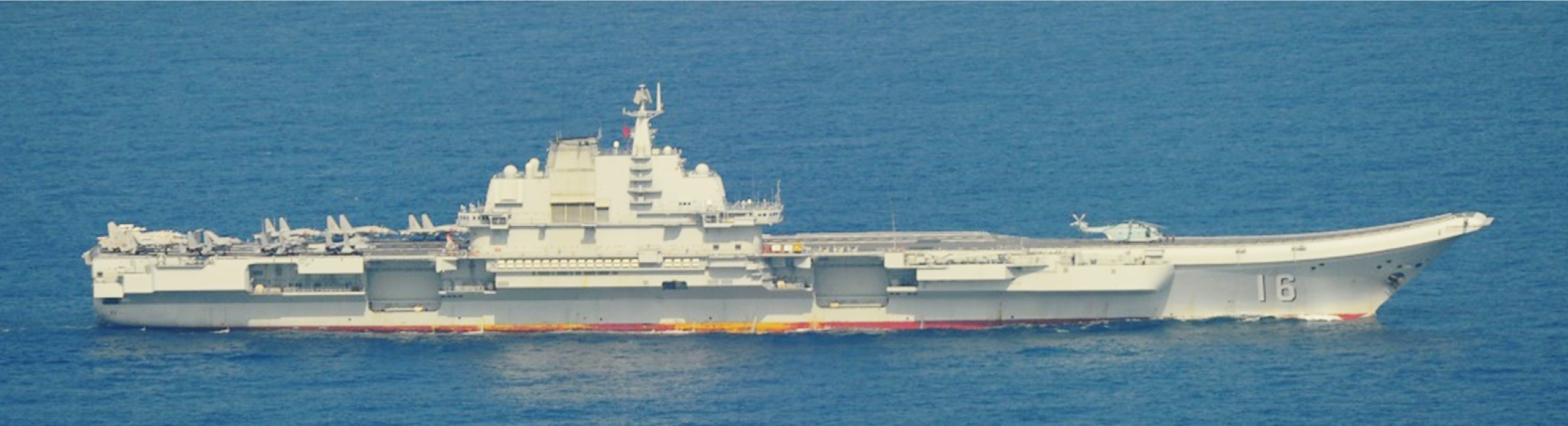